# Ligue internationale de hockey (1945-2001)
Pour les articles homonymes, voir Ligue internationale de hockey.
La Ligue internationale de hockey (LIH) est une organisation professionnelle de hockey sur glace d'Amérique du Nord de 1945 à 2001.

## Historique
La LIH était à l'origine basée autour des Grands-Lacs et regroupait traditionnellement des franchises de petites villes comme Fort Wayne, Grand Rapids, Flint, Toledo, Muskegon ou encore Port Huron.
Au milieu des années 1970, les équipes de ligue commencent à s'affilier aux équipes de la Ligue nationale de hockey et à la fin des années 1980, la LIH s'implante dans de plus grandes villes comme Houston, Chicago, Détroit, Los Angeles, San Francisco ou Kansas City.
Les créations de franchises s'accélérant, les vieilles franchises de petites villes n'arrivent pas toutes à suivre et alors que certaines déposent le bilan, d'autres choisissent de rejoindre des ligues plus modestes. La LIH commence alors à devenir un concurrent sérieux pour la LNH.
En réponse, plusieurs clubs de celle-ci décident de ne plus s'appuyer sur les clubs de la LIH et choisissent à la place des clubs de la Ligue américaine de hockey (LAH). Ainsi, les clubs de la LIH commencent à régresser et à s'endetter de plus en plus.
En 2001, la situation n'est plus gérable et six franchises sont admises dans la LAH alors que les autres n'ont pas d'autre choix que d'arrêter. Un des anciens clubs de la LIH gagne alors la Coupe Calder les trois saisons suivantes et est présent en finale au cours des deux éditions qui suivent.

### Dernières franchises (2001)
- Admises dans la LAH :
  - Wolves de Chicago
  - Griffins de Grand Rapids
  - Aeros de Houston
  - Moose du Manitoba
  - Admirals de Milwaukee
- Admises en ECHL :
  - Cyclones de Cincinnati
  - Grizzlies de l'Utah
- Dissoutes :
  - Lumberjacks de Cleveland
  - Vipers de Détroit
  - Blades de Kansas City
  - Solar Bears d'Orlando

### Coupe Turner
Le champion des séries se voyait remettre la Coupe Turner.

### Trophées
Outre la coupe Turner, on retrouvait d'autres trophées pour récompenser les joueurs ou les équipes du circuit. Soit:
- Trophée Fred-A.-Huber ; remis annuellement à l'équipe ayant terminé la saison régulière avec le plus de points. De 1947 à 1954, le trophée fut connu sous le nom de trophée J.-P.-McGuire.
- Trophée Larry-D.-Gordon ; remis au joueur jugé le meilleur à la position de défenseur. De 1964 à 1998, le trophée s'appela le trophée des gouverneurs.
- Trophée James-Norris ; remis au joueur jugé le meilleur à la position de gardien de but.
- Trophée du commissaire ; remis annuellement au meilleur entraîneur.
- Homme de l'année de la LIH ; remis depuis 1992 au joueur ayant contribué de façon notable à la communauté.
- Trophée Leo-P.-Lamoureux ; remis au joueur ayant terminé la saison régulière avec le plus de points. De 1946 à 1960, le trophée fut connu sous le nom de trophée George-H.-Wilkinson.
- Trophée Ken-McKenzie ; remis au joueur né aux États-Unis s'étant le plus démarqué lors de sa première saison dans la LIH.
- Trophée Ironman ; remis au joueur ayant pris part à toutes les parties de son équipe et s'étant démarqué par son jeu offensif et défensif.
- Trophée James-Gatschene ; remis annuellement au joueur jugé le meilleur lors de la saison régulière (MVP).
- Trophée N.-R.-« Bud »-Poile ; remis au joueur jugé le meilleur lors des séries éliminatoires (MVP).
- Trophée Garry-F.-Longman ; remis à la recrue de l'année.
- Trophée John-Cullen ; remis au joueur ayant effectué le meilleur retour au jeu à la suite d'une blessure ou autre problème personnel. De 1996 à 1998, le trophée fut appelé, Comeback player of the year.

### Franchises
Les équipes sont présentées par année de création.
| Fondation | Appellations successives                                                                           | Années d'activité                            | Nombre de saisons | Notes |
| --------- | -------------------------------------------------------------------------------------------------- | -------------------------------------------- | ----------------- | --- |
| 1945      | Auto Club de Détroit                                                                               | 1945-1951                                    | 6                 | |
| 1945      | Bright's Goodyears de Détroit                                                                      | 1945-1949                                    | 4                 | |
| 1945      | Spitfires de Windsor Hettche spitfires de Windsor Hettche de Détroit                               | 1945-1947 1947-1949 1949-1952                | 7                 | |
| 1945      | Gotfredsons de Windsor Staffords de Windsor Ryan Cretes de Windsor                                 | 1945-1946 1946-1948 1948-1950                | 5                 | |
| 1946      | Metal Mouldings de Détroit Jerry Lynch de Détroit                                                  | 1946-1948 1948-1949                          | 3                 | |
| 1947      | Mercurys de Toledo                                                                                 | 1947-1949 1950-1962                          | 14                | Joua dans les divisions Nord et Sud en 1948-49 Joua sous le nom des Buckeyes de Toledo dans la EAHL en 1949-50 Joua sous le nom des Mercurys de Toledo-Marion en 1955-56 Joua sous le nom des Mercurys de Toledo-St. Louis en 1959-60 |
| 1948      | Americans d'Akron                                                                                  | 1948-1949                                    | 1                 | |
| 1948      | Blades de Louisville                                                                               | 1948-1949                                    | 1                 | Transférée dans l'USHL en 1949. |
| 1948      | Clarks de Milwaukee                                                                                | 1948-1949                                    | 1                 | Transférée dans l'EAHL en 1949. |
| 1948      | Flyers de Muncie                                                                                   | 1948-1949                                    | 1                 | |
| 1949      | Sailors de Sarnia                                                                                  | 1949-1951                                    | 2                 | Transférée dans l'OHA Sr.A en 1951. |
| 1949      | Maroons de Chatham                                                                                 | 1949-1952 1963-1964                          | 4                 | Joua dans l'OHA Sr.A de 1952 à 1963 |
| 1950      | Rockets de Grand Rapids Hornets de Huntington Rebels de Louisville                                 | 1950-1956 1956-1957 1957-1960                | 10                | |
| 1951      | Bruins de Troy                                                                                     | 1951-1959                                    | 8                 | |
| 1952      | Mohawks de Cincinnati                                                                              | 1952-1958                                    | 6                 | Transférée depuis la LAH en 1952 |
| 1952      | Komets de Fort Wayne Choppers d'Albany                                                             | 1952-1990 1990-1991                          | 39                | Le club originel des Komets de Forth Wayne fut remplacé en 1990 par la relocalisation des Spirits de Flint. |
| 1952      | Chiefs de Milwaukee                                                                                | 1952-1954                                    | 2                 | |
| 1953      | Jets de Johnstown                                                                                  | 1953-1955                                    | 2                 | Transférée depuis l'EAHL en 1953 Transférée dans l'EHL en 1955. |
| 1953      | Shooting Stars de Louisville                                                                       | 1953-1954                                    | 1                 | |
| 1953      | Barons de Marion                                                                                   | 1953-1954                                    | 1                 | |
| 1955      | Chiefs d'Indianapolis                                                                              | 1955-1962                                    | 6                 | |
| 1959      | Falcons de Milwaukee                                                                               | 1959-1960                                    | 2                 | Cessa ses activités durant la deuxième saison |
| 1959      | Mavericks de Denver Millers de Minneapolis                                                         | 1959 1959-1963                               | 4                 | Relocalisée durant sa première saison |
| 1959      | Knights d'Omaha                                                                                    | 1959-1963                                    | 4                 | Transférée dans la CPHL en 1963. |
| 1959      | Saints de St. Paul                                                                                 | 1959-1963                                    | 4                 | |
| 1960      | Zephyrs de Muskegon Mohawks de Muskegon Lumberjacks de Muskegon Lumberjacks de Cleveland           | 1960-1965 1965-1984 1984-1992 1992-2001      | 41                | |
| 1962      | Flags de Port Huron Wings de Port Huron Flags de Port Huron                                        | 1962-1971 1971-1974 1974-1981                | 19                | |
| 1963      | Oak Leafs de Des Moines Capitols de Des Moines                                                     | 1963-1972 1972-1975                          | 12                | |
| 1963      | Blades de Toledo Hornets de Toledo Goaldiggers de Toledo                                           | 1963-1970 1970-1974 1974-1986                | 23                | |
| 1963      | Bulldogs de Windsor                                                                                | 1963-1964                                    | 1                 | Transérée depuis l'OHA Sr.A en 1963 |
| 1964      | Gems de Dayton                                                                                     | 1964-1977 1979-1980                          | 14                | Inactive entre 1977 et 1979 |
| 1966      | Checkers de Columbus Golden Seals de Columbus Owls de Columbus Owls de Dayton Owls de Grand Rapids | 1966-1970 1971-1973 1973-1977 1977 1977-1980 | 23                | Inactive en 1970-71 Relocalisée de Dayton à Grand Rapids à la mi-saison 1977-78 |
| 1969      | Generals de Flint Generals de Saginaw Hawks de Saginaw                                             | 1969-1985 1985-1987 1987-1989                | 20                | |
| 1972      | Gears de Saginaw                                                                                   | 1972-1983                                    | 11                | |
| 1974      | Wings de Kalamazoo K-Wings du Michigan                                                             | 1974-1995 1995-2000                          | 26                | |
| 1974      | Lancers de Lansing                                                                                 | 1974-1975                                    | 1                 | |
| 1977      | Admirals de Milwaukee                                                                              | 1977-2001                                    | 24                | Transférée depuis l'USHL en 1977. Transférée dans la LAH en 2001. |
| 1982      | Prancers de Peoria Rivermen de Peoria Dragons de San Antonio                                       | 1982-1984 1984-1996 1996-1998                | 16                | |
| 1984      | Golden Eagles de Salt Lake Vipers de Détroit                                                       | 1984-1994 1994-2001                          | 17                | Transférée depuis la LCH en 1984. |
| 1984      | Checkers d'Indianapolis Rangers du Colorado Rangers de Denver Roadrunners de Phoenix               | 1984-1987 1987-1988 1988-1989 1989-1997      | 13                | Transférée depuis la LCH en 1984. |
| 1985      | Spirits de Flint Komets de Fort Wayne                                                              | 1985-1990 1990-1999                          | 14                | Transférée dans l'UHL en 1999. |
| 1988      | Ice d'Indianapolis                                                                                 | 1988-1999                                    | 11                | Transférée dans la LCH en 1999. |
| 1990      | Blades de Kansas City                                                                              | 1990-2001                                    | 11                | |
| 1990      | Gulls de San Diego Ice Dogs de Los Angeles Ice Dogs de Long Beach                                  | 1990-1995 1995-1996 1996-2000                | 10                | Transférée dans la WCHL en 2000. |
| 1992      | Knights d'Atlanta Rafales de Québec                                                                | 1992-1996 1996-1998                          | 6                 | |
| 1992      | Cyclones de Cincinnati                                                                             | 1992-2001                                    | 9                 | |
| 1993      | Thunder de Las Vegas                                                                               | 1993-1999                                    | 6                 | |
| 1993      | Russian Penguins                                                                                   | 1993-1994                                    | 1                 | Franchise de joueurs russes qui ont joué 13 matchs contre chacune des équipes de la ligue. |
| 1994      | Wolves de Chicago                                                                                  | 1994-2001                                    | 7                 | Transférée dans la LAH en 2001. |
| 1994      | Aeros de Houston                                                                                   | 1994-2001                                    | 7                 | Transférée dans la LAH en 2001. |
| 1994      | Moose du Minnesota Moose du Manitoba                                                               | 1994-1996 1996-2001                          | 7                 | Transférée dans la LAH en 2001. |
| 1994      | Grizzlies de Denver Grizzlies de l'Utah                                                            | 1994-1995 1995-2001                          | 7                 | Transférée dans la LAH en 2001. |
| 1994      | Soviet Wings                                                                                       | 1994-1995                                    | 1                 | Franchise de joueurs russes qui ont joué 17 matchs contre chacune des équipes de la ligue. |
| 1995      | Solar Bears d'Orlando                                                                              | 1995-2001                                    | 6                 | |
| 1995      | Spiders de San Francisco                                                                           | 1995-1996                                    | 1                 | |
| 1995      | Griffins de Grand Rapids                                                                           | 1995                                         | 5                 | Transférée dans la LAH en 2001. |